# PT-109

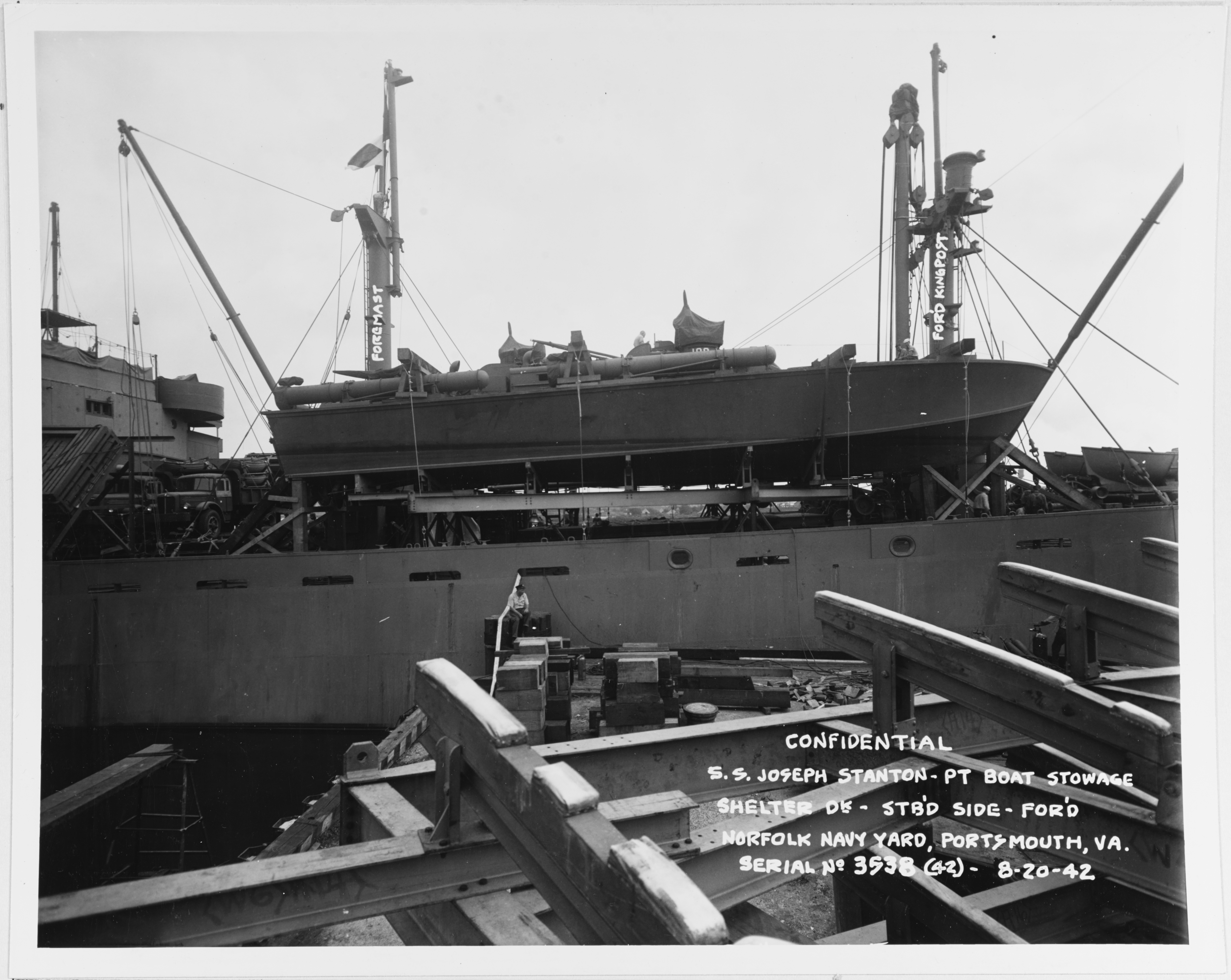
PT-109 під час транспортування іншим кораблем

PT-109 — торпедний катер (англ. Patrol Torpedo boat), відомий завдяки тому, що його екіпажем командував молодший лейтенант Джон Кеннеді (згодом 35-й президент США). Катер брав участь у бойових діях на Тихому океані протягом Другої світової війни.
PT-109, як і понад 600 аналогічних катерів, належить до типу PT-103, що випускався з 1942 по 1945 рік компанією Elco в Бейонні.
Кіль PT-109 був закладений 4 березня 1942 року і спущений на воду 20 червня того ж року. Катер був поставлений ВМФ США 10 липня і озброєний на нью-йоркській військово-морській верфі в Брукліні.
Катери, що випускалися Elco, були найбільшими торпедними катерами, які перебували на озброєнні США під час Другої світової війни.

## Технічні характеристики
Довжина PT-109 становила 24 метри, а маса без навантаження — 40 тонн. Корпус складався з двох шарів червоного дерева по 2,5 сантиметра кожен. Маючи три 12-циліндрових двигуни, загальною потужністю 4500 л/с (3360 кВт), PT-109 розвивав максимальну швидкість в 41 вузол (76 км/год).

## Зіткнення з Амагірі

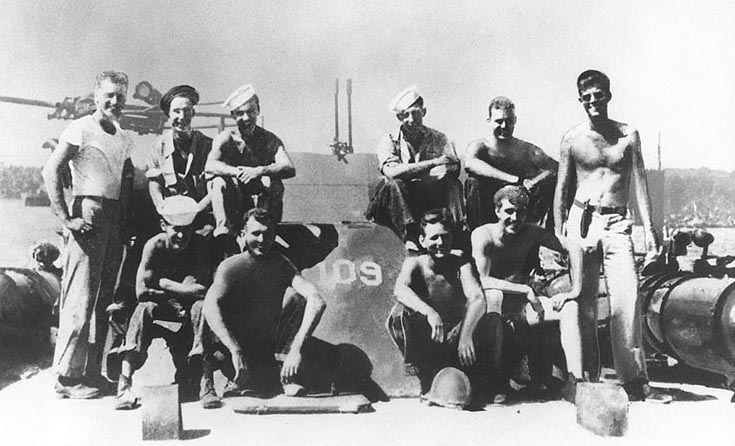
Команда катера PT-109

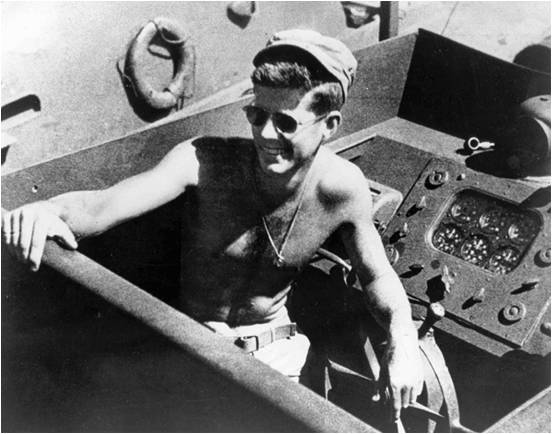
Джон Кеннеді на борту PT-109

PT-109, PT-162 і PT-169 дістали наказ патрулювати район Соломонових островів, на випадок якщо там з'являться японські суда.
Ніч 2 серпня 1943 року була безмісячною. PT-109 йшов на малому газу, використовуючи тільки один двигун для того, щоб слід за катером не був помічений японською авіацією. Близько двох годин ночі команда помітила, що катер перебуває прямо на курсі японського есмінця «Амагірі», який повертався з Коломбангари в Рабаулі, після вивантаження продовольства і висадки 900 солдатів. Амагірі йшов на досить високій швидкості від 23 до 40 вузлів (43—74 км/год), щоб до світанку досягти гавані призначення, уникаючи повітряного патруля Союзників.
У команди було лише 10 секунд, щоб розігнати катер, однак сталося зіткнення: від таранного удару в борт дерев'яний корпус PT-109 розвалився навпіл, пальне і боєзапас вибухнули. З тринадцяти членів екіпажу відразу загинули двоє, двоє були сильно поранені і обгоріли: обгорілого механіка Патріка МакМахона і ще двох легко поранених Кеннеді, який зазнав травми спини, витягнув з води на носову частину катера, що ще трималася на воді, де розмістилися й інші моряки, які вижили. Протягом наступних годин, до повного затоплення носової частини, члени команди спорудили плоти для переправи поранених, уцілілих цінних речей і зброї, після чого за чотири години уплав дісталися до пустельного острівця Касоло, що лежить за 3,5 милі (5630 м) від місця зіткнення. Їхній маршрут проходив через місця проживання акул і крокодилів, а сам острів перебував на той момент за лінією фронту. Кеннеді, незважаючи на травму спини, але будучи досвідченим плавцем, двічі штовхав пліт з обгорілим механіком МакМахоном за лямки від рятувального жилета, які затискав у зубах. Рятувальна операція зайняла шість днів, протягом яких моряки переміщалися на інші острови архіпелагу, де знайшли запаси продовольства із затонулого японського корабля, човна і допомогу тубільців, які передали через лінію фронту повідомлення Кеннеді на найближчу базу торпедних катерів. Усі одинадцять осіб, включаючи Кеннеді, були врятовані з острова Оласана екіпажем катера PT-157 і після лікування повернулися в стрій. Катастрофа сталася в протоці між островом Коломбангара і островом Гізо.
Приблизні координати місця зіткнення — 8°3′ пд. ш. 156°56′ сх. д. / 8.050° пд. ш. 156.933° сх. д..